# Hadjina distinctior
Hadjina distinctior är en fjärilsart som beskrevs av Draeseke 1928. Hadjina distinctior ingår i släktet Hadjina och familjen nattflyn. Inga underarter finns listade i Catalogue of Life.